# Separates
Separates è il secondo album in studio del gruppo musicale punk britannico 999, pubblicato nel 1978 da United Artists in Europa e nel 1979 negli USA con il titolo High Energy Plan e con alcune tracce differenti.

## Tracce
1. Homicide - 4:25
2. Tulse Hill Night - 3:00
3. Rael Rean - 3:24
4. Let's Face It - 3:50
5. Crime (Parts 1 & 2) - 4:31
6. Feelin' Alright With the Crew - 3:32
7. Out of Reach - 3:20
8. Subterfuge - 2:31
9. Wolf - 3:43
10. Brightest View - 3:38
11. High Energy Plan - 2:49

### Bonus track (ristampa 2000)
1. You Can't Buy Me - 2:44
2. Soldier - 2:56
3. Waiting - 3:01
4. Action - 3:03

### Tracce diHigh Energy Plan(USA)
1. Homicide
2. Rael Rean
3. Waiting
4. Let's Face It
5. Crime
6. High Energy Plan
7. Feeling Alright With the Crew
8. Action
9. Subterfuge
10. Brightest View
11. Wolf

## Crediti
Formazione:
- Nick Cash - voce, chitarra
- Guy Days - chitarra, voce d'accompagnamento
- John Watson - basso
- Pablo Labritain - batteria
- Martin Rushent - produttore
- Mark Brennan - note di copertina